# Andorno Micca
Andorno Micca ist eine Gemeinde mit 3006 Einwohnern (Stand 31. Dezember 2023) in der italienischen Provinz Biella (BI) der Region Piemont.
Die Gemeinde besteht aus den Ortsteilen Cerruti, Colma, Locato Sup., Locato Inf., Lorazzo Sup., Lorazzo Inf., Ravizza und San Giuseppe di Casto. Die Nachbargemeinden sind Biella, Callabiana, Campiglia Cervo, Fontainemore, Gaby, Miagliano, Pettinengo, Piedicavallo, Rassa, Rosazza, Sagliano Micca, San Paolo Cervo, Selve Marcone, Tavigliano und Tollegno.
Der Schutzheilige des Ortes ist San Lorenzo.

## Geographie
Der Ort liegt auf einer Höhe von 544 m über dem Meeresspiegel.
Das Gemeindegebiet umfasst eine Fläche von 12 km².

## Söhne und Töchter
- Bernardino Galliari (1707–1794), Maler
- Bartolomeo Verona (1740–1813), Maler
- Gilberto Zorio (* 1944), Maler und Konzeptkünstler